# Анвар Месбах
Анвар Месбах (8 квітня 1913 — 25 листопада 1998) — єгипетський важкоатлет.
Олімпійський чемпіон 1936 року в категорії до 67,5 кг.